# Biscot se trompe d'étage
Biscot se trompe d'étage est un film muet français réalisé par Jacques Feyder et sorti en 1916.

## Fiche technique
- Réalisation : Jacques Feyder
- Scénario : Jacques Feyder
- Production : Léon Gaumont
- Société de production : Société des Établissements L. Gaumont
- Format : Noir et blanc - Muet
- Genre : Court métrage comique
- Date de sortie : 
  - France : 1916

## Distribution
- Georges Biscot : Biscot
- Kitty Hott : sa fiancée